# Lliga de Campions femenina de la CEV
La Lliga de Campions femenina de la CEV (en anglès, CEV Women's Champions League) és una competició esportiva de clubs femenins europeus de voleibol. De caràcter anual, és organitzada per la Confederació Europea de Voleibol (CEV) i se celebrà per primer cop la temporada 1960-61. Es fundà amb el nom de Copa de Campions (CEV Champions Cup), essent el Dinamo de Moscou el primer campió. La temporada 2000-01 adoptà el seu nom actual i un nou format de la competició Hi participen els equips campions de cadascuna de les lligues nacionals europees. Disputen una primera fase en format de lligueta a doble partit. Els equips millors classificats accedeixen a la segona fase, que es disputa en format de play-off a doble partit. Els quatre semifinalistes disputen la final four en una seu neutral que determina el campió de la competició.
Històricament, la competició ha estat dominada pels equips soviètics, guanyant vint-i-una edicions de les trenta disputades entre 1961 i 1990, i de l'Europa de l'Est. En aquest període, destaquen el Dinamo de Moscou amb deu títols i Uralochka Sverdlovsk amb sis. Durant la dècada del 1990 els club italians començaren la seva hegemonia aconseguint sis títols i, amb el nou disseny del format de la competició, consolidaren el seu domini durant la dècada del 2000. Destacà el Volley Bergamo amb set títols entre 1997 i 2010. Des de la dècada del 2010, els clubs turcs irrumpeixen com a nous dominadors de la competició, destacant el VakıfBank SK amb sis títols. El Club Voleibol Tenerife és l'únic equip de l'Estat espanyol que ha guanyat la competició (2004).

## Historial
| En negreta = Equip guanyador (1) = Nombre de títols Nota: Noms dels equips segons l'època |

| Edició               | Temp.            | Data                                                        | Campió                                                      | Resultat                                                    | Subcampió                                                   | Seu                                                         | refs.            |
| Copa de Campions     | Copa de Campions | Copa de Campions                                            | Copa de Campions                                            | Copa de Campions                                            | Copa de Campions                                            | Copa de Campions                                            | Copa de Campions |
| -------------------- | ---------------- | ----------------------------------------------------------- | ----------------------------------------------------------- | ----------------------------------------------------------- | ----------------------------------------------------------- | ----------------------------------------------------------- | ---------------- |
| I                    | 1960-61          | N/D                                                         | Dinamo Moscou (1)                                           | 6-2                                                         | AZS-AWF Warszawa                                            | Varsòvia / Moscou                                           |                  |
| II                   | 1961-62          | N/D                                                         | Burevestnik Odessa (1)                                      | 6-1                                                         | Slavia Sofia                                                | Sofia / Odessa                                              |                  |
| III                  | 1962-63          | N/D                                                         | Dinamo Moscou (2)                                           | 6-3                                                         | AZS-AWF Warszawa                                            | Moscou / Varsòvia                                           |                  |
| IV                   | 1963-64          | N/D                                                         | Levski Sofia (1)                                            | 4-3                                                         | Dinamo Berlin                                               | Sofia / Berlín Oriental                                     |                  |
| V                    | 1964-65          | N/D                                                         | Dinamo Moscou (3)                                           | 6-0                                                         | Dinamo Berlin                                               | Berlín Oriental / Moscou                                    |                  |
| VI                   | 1965-66          | N/D                                                         | CSKA Moscou (1)                                             | 6-0                                                         | Dinamo Moscou                                               | Moscou                                                      |                  |
| VII                  | 1966-67          | N/D                                                         | CSKA Moscou (2)                                             | 6-0                                                         | Dinamo Moscou                                               | Moscou                                                      |                  |
| VIII                 | 1967-68          | N/D                                                         | Dinamo Moscou (4)                                           | 6-2                                                         | CSKA Moscou                                                 | Moscou                                                      |                  |
| IX                   | 1968-69          | N/D                                                         | CSKA Moscou (3)                                             | 6-3                                                         | Dinamo Moscou                                               | Moscou                                                      |                  |
| X                    | 1969-70          | N/D                                                         | Dinamo Moscou (5)                                           | 6-1                                                         | NIM-SE Budapest                                             | Budapest / Moscou                                           |                  |
| XI                   | 1970-71          | N/D                                                         | Dinamo Moscou (6)                                           | 6-0                                                         | Tatran Střešovice                                           | Praga / Moscou                                              |                  |
| XII                  | 1971-72          | N/D                                                         | Dinamo Moscou (7)                                           | lligueta                                                    | Tatran Střešovice                                           | La Louvière                                                 |                  |
| XIII                 | 1972-73          | N/D                                                         | NIM-SE Budapest (1)                                         | Lligueta                                                    | Tatran Střešovice                                           | Apeldoorn                                                   |                  |
| XIV                  | 1973-74          | N/D                                                         | Dinamo Moscou (8)                                           | Lligueta                                                    | NIM-SE Budapest                                             |                                                             |                  |
| XV                   | 1974-75          | N/D                                                         | Dinamo Moscou (9)                                           | Lligueta                                                    | Levski-Spartak Sofia                                        | Catània                                                     |                  |
| XVI                  | 1975-76          | N/D                                                         | Rudá Hvězda Praha (1)                                       | Lligueta                                                    | Levski-Spartak Sofia                                        | Eupen                                                       |                  |
| XVII                 | 1976-77          | N/D                                                         | Dinamo Moscou (10)                                          | Lligueta                                                    | NIM-SE Budapest                                             | Esmirna                                                     |                  |
| XVIII                | 1977-78          | N/D                                                         | Traktor Schwerin (1)                                        | Lligueta                                                    | NIM-SE Budapest                                             | Rheine                                                      |                  |
| XIX                  | 1978-79          | N/D                                                         | CSKA Sofia (1)                                              | Lligueta                                                    | NIM-SE Budapest                                             | Esmirna                                                     |                  |
| XX                   | 1979-80          | N/D                                                         | Rudá Hvězda Praha (2)                                       | Lligueta                                                    | Eczacıbaşı Istanbul                                         | Gottwaldov                                                  |                  |
| XXI                  | 1980-81          | N/D                                                         | Uralochka Sverdlovsk (1)                                    | Lligueta                                                    | Levski-Spartak Sofia                                        | Schaan                                                      |                  |
| XXII                 | 1981-82          | N/D                                                         | Uralochka Sverdlovsk (2)                                    | Lligueta                                                    | DVC Dokkum                                                  | Ravenna                                                     |                  |
| XXIII                | 1982-83          | N/D                                                         | Uralochka Sverdlovsk (3)                                    | Lligueta                                                    | Vasas Izzo Budapest                                         | Ankara                                                      |                  |
| XXIV                 | 1983-84          | N/D                                                         | CSKA Sofia (2)                                              | Lligueta                                                    | Olimpia Teodora Ravenna                                     | Monachium                                                   |                  |
| XXV                  | 1984-85          | N/D                                                         | ADK Alma-Ata (1)                                            | Lligueta                                                    | Olimpia Teodora Ravenna                                     | Forlì                                                       |                  |
| XXVI                 | 1985-86          | N/D                                                         | CSKA Moscou (4)                                             | Lligueta                                                    | Olimpia Teodora Ravenna                                     | Uppsala                                                     |                  |
| XXVII                | 1986-87          | N/D                                                         | Uralochka Sverdlovsk (4)                                    | Lligueta                                                    | Olimpia Teodora Ravenna                                     | Karlsruhe                                                   |                  |
| XXVIII               | 1987-88          | 21-02-1988                                                  | Olimpia Teodora Ravenna (1)                                 | 3-1                                                         | Uralochka Sverdlovsk                                        | Tessalònica                                                 |                  |
| XXIX                 | 1988-89          | 12-02-1989                                                  | Uralochka Sverdlovsk (5)                                    | 3-1                                                         | Olimpia Teodora Ravenna                                     | Brussel·les                                                 |                  |
| XXX                  | 1989-90          | 25-02-1990                                                  | Uralochka Sverdlovsk (6)                                    | 3-1                                                         | Olimpia Teodora Ravenna                                     | Forlì                                                       |                  |
| XXXI                 | 1990-91          | 23-02-1991                                                  | Mladost Zagreb (1)                                          | 3-0                                                         | Uralochka Sverdlovsk                                        | Zagreb                                                      |                  |
| XXXII                | 1991-92          | 23-02-1992                                                  | Olimpia Teodora Ravenna (2)                                 | 3-2                                                         | Mladost Zagreb                                              | Ravenna                                                     |                  |
| XXXIII               | 1992-93          | 01-03-1993                                                  | PF Matera (1)                                               | 3-1                                                         | Olimpia Teodora Ravenna                                     | Santeramo in Colle                                          |                  |
| XXXIV                | 1993-94          | 13-03-1994                                                  | Uralochka Ekaterinburg (7)                                  | 3-2                                                         | Mladost Zagreb                                              | Zagreb                                                      |                  |
| XXXV                 | 1994-95          | 12-03-1995                                                  | Uralochka Ekaterinburg (8)                                  | 3-0                                                         | Vóley Murcia                                                | Bari                                                        |                  |
| XXXVI                | 1995-96          | 10-03-1996                                                  | PF Matera (2)                                               | 3-2                                                         | Uralochka Ekaterinburg                                      | Viena                                                       |                  |
| XXXVII               | 1996-97          | 09-03-1997                                                  | Volley Bergamo (1)                                          | 3-1                                                         | Uralochka Ekaterinburg                                      | Parma                                                       |                  |
| XXXVIII              | 1997-98          | 15-03-1997                                                  | OK Dubrovnik (1)                                            | 3-0                                                         | Vakıfbank                                                   | Dubrovnik                                                   |                  |
| XXXIX                | 1998-99          | 14-03-1999                                                  | Volley Bergamo (2)                                          | 3-0                                                         | Vakıfbank                                                   | Bèrgam                                                      |                  |
| XL                   | 1999-00          | 12-03-2000                                                  | Volley Bergamo (3)                                          | 3-1                                                         | Uralochka Ekaterinburg                                      | Bursa                                                       |                  |
| CEV Champions League |                  |                                                             |                                                             |                                                             |                                                             |                                                             |                  |
| XLI                  | 2000-01          | 18-03-2001                                                  | Volley Modena (1)                                           | 3-0                                                         | Virtus Reggio Calabria                                      | Nijni Taguil                                                |                  |
| XLII                 | 2001-02          | 17-03-2002                                                  | RC Cannes (1)                                               | 3-1                                                         | Volley Bergamo                                              | Istanbul                                                    |                  |
| XLIII                | 2002-03          | 16-03-2003                                                  | RC Cannes (2)                                               | 3-1                                                         | Uralochka Ekaterinburg                                      | Piła                                                        |                  |
| XLIV                 | 2003-04          | 21-03-2004                                                  | CV Tenerife Marichal (1)                                    | 3-2                                                         | Sirio Perugia                                               | Pavelló Santiago Martín, Tenerife                           | [ 1 ]            |
| XLV                  | 2004-05          | 20-03-2005                                                  | Volley Bergamo (4)                                          | 3-0                                                         | Asystel Novara                                              | Pavelló Santiago Martín, Tenerife                           | [ 2 ]            |
| XLVI                 | 2005-06          | 19-03-2006                                                  | Sirio Perugia (1)                                           | 3-1                                                         | RC Cannes                                                   | Palais des Victoires, Canes                                 |                  |
| XLVII                | 2006-07          | 25-03-2007                                                  | Volley Bergamo (5)                                          | 3-2                                                         | Dinamo Moscou                                               | Hallenstadion, Zúric                                        | [ 2 ]            |
| XLVIII               | 2007-08          | 06-04-2008                                                  | Sirio Perugia (1)                                           | 3-1                                                         | Zarechie Odintsovo                                          | Pavelló Príncipe de Asturias, Múrcia                        |                  |
| XLIX                 | 2008-09          | 29-03-2009                                                  | Volley Bergamo (6)                                          | 3-2                                                         | Dinamo Moscou                                               | PalaEvangelisti, Perusa                                     | [ 2 ]            |
| L                    | 2009-10          | 04-04-2010                                                  | Volley Bergamo (7)                                          | 3-2                                                         | Fenerbahçe                                                  | Palais des Victoires, Canes                                 | [ 2 ]            |
| LI                   | 2010-11          | 20-03-2011                                                  | Vakıfbank (1)                                               | 3-0                                                         | Rabita Baku                                                 | Burhan Felek Spor Salonu, Istanbul                          |                  |
| LII                  | 2011-12          | 25-03-2012                                                  | Fenerbahçe (1)                                              | 3-0                                                         | RC Cannes                                                   | Complex d'Heydar Aliyev, Bakú                               |                  |
| LIII                 | 2012-13          | 10-03-2013                                                  | Vakıfbank (2)                                               | 3-0                                                         | Rabita Baku                                                 | Burhan Felek Spor Salonu, Istanbul                          |                  |
| LIV                  | 2013-14          | 16-03-2014                                                  | Dinamo Kazan (1)                                            | 3-0                                                         | Vakıfbank                                                   | Baku Crystal Hall, Baku                                     |                  |
| LV                   | 2014-15          | 05-04-2015                                                  | Eczacıbaşı (1)                                              | 3-0                                                         | Busto Arsizio                                               | Arena Szczecin, Szczecin                                    |                  |
| LVI                  | 2015-16          | 10-04-2016                                                  | Volleyball Casalmaggiore (1)                                | 3-0                                                         | Vakıfbank                                                   | PalaGeorge, Montichiari                                     | [ 3 ]            |
| LVII                 | 2016-17          | 23-04-2017                                                  | Vakıfbank (3)                                               | 3-0                                                         | Imoco Conegliano                                            | PalaVerde, Villorba                                         |                  |
| LVIII                | 2017-18          | 06-05-2018                                                  | Vakıfbank (4)                                               | 3-0                                                         | Alba Blaj                                                   | Sala Polivalentǎ, Bucarest                                  |                  |
| LXIX                 | 2018-19          | 18-05-2019                                                  | Igor Gorgonzola Novara (1)                                  | 3-1                                                         | Imoco Conegliano                                            | Max-Schmeling-Halle, Berlín                                 | [ 4 ]            |
| LX                   | 2019-20          | Edició cancel·lada pel risc públic del contagi del COVID-19 | Edició cancel·lada pel risc públic del contagi del COVID-19 | Edició cancel·lada pel risc públic del contagi del COVID-19 | Edició cancel·lada pel risc públic del contagi del COVID-19 | Edició cancel·lada pel risc públic del contagi del COVID-19 |                  |
| LXI                  | 2020-21          | 01-05-2021                                                  | Imoco Conegliano (1)                                        | 3-2                                                         | Vakıfbank                                                   | PalaOlimpia, Verona                                         | [ 5 ]            |
| LXII                 | 2021-22          | 22-05-2022                                                  | Vakıfbank (5)                                               | 3-1                                                         | Imoco Conegliano                                            | Arena Stožice, Ljubljana                                    | [ 6 ]            |
| LXIII                | 2022-23          | 20-05-2023                                                  | Vakıfbank (6)                                               | 3-1                                                         | Eczacıbaşı                                                  | Palasport Olimpico, Torí                                    |                  |
| LXIV                 | 2023-24          | 05-05-2024                                                  | Imoco Conegliano (2)                                        | 3-2                                                         | Allianz Vero Volley Milano                                  | Antalya Sports Hall, Antalya                                | [ 7 ]            |
| LXV                  | 2024-25          | 04-05-2025                                                  | Imoco Conegliano (3)                                        | 3-0                                                         | Scandicci                                                   | Ülker Sports Arena, Istanbul                                |                  |